# JuniBevægelsen
JuniBevægelsen var en tværpolitisk bevægelse, som modsatte sig at flere beføjelser overlades til EU. Bevægelsen blev stiftet 23. august 1992. Den deltog i valg til EU-Parlamentet, hvor den var repræsenteret fra 1993-2009.
Bevægelsen var tildelt partibogstavet J på stemmesedlen. Dens logo var det røde jordbær. I perioder havde man desuden benyttet sig af en bi som logo.

## Historie
Junibevægelsen blev stiftet på en konference på Christiansborg den 23. august 1992. Dens umiddelbare forgængere var Danmark 92 samt en gruppe, der kom fra Folkebevægelsen mod EF.
Bevægelsens tre oprindelige talspersoner var Drude Dahlerup og Niels I. Meyer, der begge kom fra Danmark ‘92 samt Jens-Peter Bonde, der kom fra Folkebevægelsen.
Ved årsskiftet 1992/1993 besluttede tre af Folkebevægelsens medlemmer af EU-Parlamentet (Jens-Peter Bonde, Birgit Bjørnvig og Ulla Sandbæk), at de ville repræsentere Junibevægelsen i resten af valgperioden. Det fjerde medlem Ib Christensen repræsenterede Folkebevægelsen i hele valgperioden.
Udover folk fra Danmark 92 og Folkebevægelsen mod EF tiltrak bevægelsen sig også ganske mange medlemmer og aktive der ikke tidligere havde været engageret andre steder, eller som kom fra de traditionelle partier.
Derudover tiltrak bevægelsen en del yngre politikere og aktivister fra den nu hedengangne EU-politiske ungdomsorganisation Unge Mod Unionen, her i blandt både tidligere kandidater til Europa Parlamentet og ledelsesmedlemmer.
Junibevægelsen anbefalede at stemme nej ved folkeafstemningerne om EU i 1993, 1998 og 2000. Ligeledes anbefalede bevægelsen at EU-forfatningen skulle afvises, da den blev anset for at være for udemokratisk og for centralistisk.
Junibevægelsen havde en kollektiv ledelse, hvor talspersonerne var bevægelsens primære repræsentanter udadtil. Udover medlem(merne) af Europa-Parlamentet udgjordes ledelsen af 10 personer, der alle vælgtes hvert år på bevægelsens landsmøde. Der blev opereret med kønskvoteringen, således at forholdet mellem kvinder og mænd i bevægelsens ledelse ikke måtte være skævere end 8-6. I Junibevægelsens ledelse sad blandt andet Keld Albrechtsen (tidl. MF) og musikeren Pia Raug.
På Junibevægelsens landsmøde blev der hvert år uddelt to priser: Anne Mette Jensen prisen tildeltes aktivister, som fremmede unionsmodstanden i Danmark uden for Junibevægelsens rækker, Frode Jakobsen prisen tildeltes en eller flere personer for mod i den politiske debat.
På et ekstraordinært landsmøde den 5. september 2009 blev Junibevægelsen opløst.

## Medlemmer af EU-parlamentet
Ved valgene til EU-Parlamentet hvert femte år har Junibevægelsen fået valgt følgende parlamentarikere:
- i 1994: Jens-Peter Bonde og Ulla Sandbæk.
- i 1999: Jens-Peter Bonde, Jens Okking og Ulla Sandbæk. Inden slutningen på valgperioden måtte Jens Okking dog trække sig fra parlamentet, hvorfor det tidligere medlem af Folketinget Bent Hindrup Andersen i stedet måtte indtræde.
- i 2004: Jens-Peter Bonde; udtrådte af Europa-Parlamentet i 2008 for at overlade mandatet til Hanne Dahl.

## Ekstern kilde/henvisning
- Privat hjemmeside med gammelt kampagnemateriale fra JuniBevægelsen Arkiveret 22. september 2015 hos  Wayback Machine